# Negyedfokú egyenlet

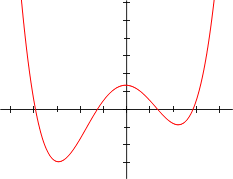
Negyedfokú függvény grafikonja.
Az x tengellyel való metszéspontok a függvény zérushelyei (y = 0).

A negyedfokú egyenlet olyan egyenlet melynek az egyik oldalán lévő kifejezés egy negyedfokú polinomfüggvény, a másik oldalán lévő kifejezés pedig zéró.
Általános alakja: {\displaystyle a\cdot x^{4}+b\cdot x^{3}+c\cdot x^{2}+d\cdot x+e=0\,}
Megoldását Gerolamo Cardano inasa és tanítványa, Lodovico Ferrari (1522-1565) fedezte fel; a megoldás Cardano Ars magna című munkájában jelent meg.
Ez a legmagasabb fokú egyenlet, amely általános alakban megoldható; ezt Niels Henrik Abel bizonyította be 1824-ben.

## Az általános negyedfokú egyenlet gyökei
Ha {\displaystyle \Delta \geq 0}

 {\displaystyle \left(B=0\right)} és {\displaystyle \left(A>0\right)} és {\displaystyle \left(C={\frac {{A}^{2}}{4}}\right)} esetén:
 {\displaystyle {\begin{aligned}&{{x}_{1,2}}=-{\frac {b}{4a}}+i\cdot {\sqrt {\frac {A}{2}}}\\&{{x}_{3,4}}=-{\frac {b}{4a}}-i\cdot {\sqrt {\frac {A}{2}}}\\\end{aligned}}}

```
ellenkező esetben:
 

  

    

      

        

          

            

              

              

                

                  

                    

                      
x

                    

                    

                      
1

                      
,

                      
2

                    

                  

                

                
=

                
−

                

                  

                    
b

                    

                      
4

                      
a

                    

                  

                

                
+

                
s

                
i

                
g

                

                  
(

                  

                    
−

                    
B

                  

                  
)

                

                

                  

                    
−

                    

                      

                        
A

                        
6

                      

                    

                    
+

                    
u

                    
+

                    
v

                  

                

                
±

                

                  

                    
−

                    

                      

                        
A

                        
3

                      

                    

                    
−

                    

                      
(

                      

                        
u

                        
+

                        
v

                      

                      
)

                    

                    
+

                    

                      

                        

                          

                            

                              

                                
(

                                

                                  

                                    

                                      
A

                                      
6

                                    

                                  

                                  
+

                                  
2

                                  

                                    
(

                                    

                                      
u

                                      
+

                                      
v

                                    

                                    
)

                                  

                                

                                
)

                              

                            

                            

                              
2

                            

                          

                        

                        
−

                        
C

                      

                    

                  

                

              

            

            

              

              

                

                  

                    

                      
x

                    

                    

                      
3

                      
,

                      
4

                    

                  

                

                
=

                
−

                

                  

                    
b

                    

                      
4

                      
a

                    

                  

                

                
−

                
s

                
i

                
g

                

                  
(

                  

                    
−

                    
B

                  

                  
)

                

                

                  

                    
−

                    

                      

                        
A

                        
6

                      

                    

                    
+

                    
u

                    
+

                    
v

                  

                

                
±

                
i

                
⋅

                

                  

                    

                      

                        
A

                        
3

                      

                    

                    
+

                    

                      
(

                      

                        
u

                        
+

                        
v

                      

                      
)

                    

                    
+

                    

                      

                        

                          

                            

                              

                                
(

                                

                                  

                                    

                                      
A

                                      
6

                                    

                                  

                                  
+

                                  
2

                                  

                                    
(

                                    

                                      
u

                                      
+

                                      
v

                                    

                                    
)

                                  

                                

                                
)

                              

                            

                            

                              
2

                            

                          

                        

                        
−

                        
C

                      

                    

                  

                

              

            

          

        

      

    

    
{\displaystyle {\begin{aligned}&{{x}_{1,2}}=-{\frac {b}{4a}}+sig\left(-B\right){\sqrt {-{\frac {A}{6}}+u+v}}\pm {\sqrt {-{\frac {A}{3}}-\left(u+v\right)+{\sqrt {{{\left({\frac {A}{6}}+2\left(u+v\right)\right)}^{2}}-C}}}}\\&{{x}_{3,4}}=-{\frac {b}{4a}}-sig\left(-B\right){\sqrt {-{\frac {A}{6}}+u+v}}\pm i\cdot {\sqrt {{\frac {A}{3}}+\left(u+v\right)+{\sqrt {{{\left({\frac {A}{6}}+2\left(u+v\right)\right)}^{2}}-C}}}}\\\end{aligned}}}

  

```

Ha {\displaystyle \Delta <0}

 {\displaystyle \left(C>{\frac {{A}^{2}}{4}}\right)} vagy {\displaystyle \left(A>0\right)} esetén:

 {\displaystyle {\begin{aligned}&{{x}_{1,2}}=-{\frac {b}{4a}}-sig\left(-B\right){\sqrt {{Y}_{1}}}\pm i\cdot \left({\sqrt {-{{Y}_{2}}}}+{\sqrt {-{{Y}_{3}}}}\right)\\&{{x}_{3,4}}=-{\frac {b}{4a}}+sig\left(-B\right){\sqrt {{Y}_{1}}}\pm i\cdot \left({\sqrt {-{{Y}_{2}}}}-{\sqrt {-{{Y}_{3}}}}\right)\\\end{aligned}}}

```
ellenkező esetben mind a négy gyök valós:
 

  

    

      

        

          

            

              

              

                

                  

                    

                      
x

                    

                    

                      
1

                      
,

                      
2

                    

                  

                

                
=

                
−

                

                  

                    
b

                    

                      
4

                      
a

                    

                  

                

                
+

                
s

                
i

                
g

                

                  
(

                  

                    
−

                    
B

                  

                  
)

                

                

                  

                    

                      

                        
Y

                      

                      

                        
1

                      

                    

                  

                

                
±

                

                  
(

                  

                    

                      

                        

                          

                            
Y

                          

                          

                            
2

                          

                        

                      

                    

                    
+

                    

                      

                        

                          

                            
Y

                          

                          

                            
3

                          

                        

                      

                    

                  

                  
)

                

              

            

            

              

              

                

                  

                    

                      
x

                    

                    

                      
3

                      
,

                      
4

                    

                  

                

                
=

                
−

                

                  

                    
b

                    

                      
4

                      
a

                    

                  

                

                
−

                
s

                
i

                
g

                

                  
(

                  

                    
−

                    
B

                  

                  
)

                

                

                  

                    

                      

                        
Y

                      

                      

                        
1

                      

                    

                  

                

                
±

                

                  
(

                  

                    

                      

                        

                          

                            
Y

                          

                          

                            
2

                          

                        

                      

                    

                    
−

                    

                      

                        

                          

                            
Y

                          

                          

                            
3

                          

                        

                      

                    

                  

                  
)

                

              

            

          

        

      

    

    
{\displaystyle {\begin{aligned}&{{x}_{1,2}}=-{\frac {b}{4a}}+sig\left(-B\right){\sqrt {{Y}_{1}}}\pm \left({\sqrt {{Y}_{2}}}+{\sqrt {{Y}_{3}}}\right)\\&{{x}_{3,4}}=-{\frac {b}{4a}}-sig\left(-B\right){\sqrt {{Y}_{1}}}\pm \left({\sqrt {{Y}_{2}}}-{\sqrt {{Y}_{3}}}\right)\\\end{aligned}}}

  

```

Megjegyzések:

 {\displaystyle A=-{\frac {3{{b}^{2}}}{8{{a}^{2}}}}+{\frac {c}{a}}}, {\displaystyle B={\frac {{b}^{3}}{8{{a}^{3}}}}-{\frac {bc}{2{{a}^{2}}}}+{\frac {d}{a}}}, {\displaystyle C=-{\frac {3{{b}^{4}}}{256{{a}^{4}}}}+{\frac {{{b}^{2}}c}{16{{a}^{3}}}}-{\frac {bd}{4{{a}^{2}}}}+{\frac {e}{a}}}

 {\displaystyle P=-{\frac {{A}^{2}}{48}}-{\frac {C}{4}}}, {\displaystyle Q=-{\frac {{A}^{3}}{864}}-{\frac {{B}^{2}}{64}}+{\frac {AC}{24}}}, {\displaystyle \Delta ={{\left({\frac {Q}{2}}\right)}^{2}}+{{\left({\frac {P}{3}}\right)}^{3}}}, {\displaystyle u,v={\sqrt[{3}]{-{\frac {Q}{2}}\pm {\sqrt {\Delta }}}}}

 {\displaystyle {{Y}_{k}}=-{\frac {A}{6}}+2{\sqrt {-P/3}}\cdot \cos \left({\frac {2\left(k-1\right)\cdot \pi }{3}}+{\frac {1}{3}}\cdot \arccos {\frac {-Q/2}{\sqrt {-{{\left(P/3\right)}^{3}}}}}\right)}

 {\displaystyle sig\left(x\right)=\left\{{\begin{aligned}&+1,x\geq 0\\&-1,x<0\\\end{aligned}}\right.}

## Viète-formulák
{\displaystyle x_{1}+x_{2}+x_{3}+x_{4}=-{\frac {b}{a}}}
{\displaystyle x_{1}x_{2}+x_{1}x_{3}+x_{1}x_{4}+x_{2}x_{3}+x_{2}x_{4}+x_{3}x_{4}={\frac {c}{a}}}
{\displaystyle x_{1}x_{2}x_{3}+x_{1}x_{2}x_{4}+x_{1}x_{3}x_{4}+x_{2}x_{3}x_{4}=-{\frac {d}{a}}}
{\displaystyle x_{1}x_{2}x_{3}x_{4}={\frac {e}{a}}}

## Az általános negyedfokú egyenlet megoldása
Mivel

{\displaystyle {{\left({{y}_{1}}+{{y}_{2}}+{{y}_{3}}\right)}^{4}}-2\left(y_{1}^{2}+y_{2}^{2}+y_{3}^{2}\right){{\left({{y}_{1}}+{{y}_{2}}+{{y}_{3}}\right)}^{2}}-8{{y}_{1}}{{y}_{2}}{{y}_{3}}\left({{y}_{1}}+{{y}_{2}}+{{y}_{3}}\right)+{{\left(y_{1}^{2}+y_{2}^{2}+y_{3}^{2}\right)}^{2}}-4\left(y_{1}^{2}y_{2}^{2}+y_{1}^{2}y_{3}^{2}+y_{2}^{2}y_{3}^{2}\right)=0}

ebből következik, hogy az
{\displaystyle {{X}^{4}}-2\left(y_{1}^{2}+y_{2}^{2}+y_{3}^{2}\right)\cdot {{X}^{2}}-8{{y}_{1}}{{y}_{2}}{{y}_{3}}\cdot X+{{\left(y_{1}^{2}+y_{2}^{2}+y_{3}^{2}\right)}^{2}}-4\left(y_{1}^{2}y_{2}^{2}+y_{1}^{2}y_{3}^{2}+y_{2}^{2}y_{3}^{2}\right)=0}

alakú negyedfokú egyenlet egyik gyöke {\displaystyle {{X}_{1}}={{y}_{1}}+{{y}_{2}}+{{y}_{3}}}
Ez igaz marad akkor is ha {\displaystyle X={{y}_{1}}\pm \left({{y}_{2}}+{{y}_{3}}\right)} vagy {\displaystyle X=-{{y}_{1}}\pm \left({{y}_{2}}-{{y}_{3}}\right)} tehát az
{\displaystyle {{X}^{4}}-2\left(y_{1}^{2}+y_{2}^{2}+y_{3}^{2}\right)\cdot {{X}^{2}}-8{{y}_{1}}{{y}_{2}}{{y}_{3}}\cdot X+{{\left(y_{1}^{2}+y_{2}^{2}+y_{3}^{2}\right)}^{2}}-4\left(y_{1}^{2}y_{2}^{2}+y_{1}^{2}y_{3}^{2}+y_{2}^{2}y_{3}^{2}\right)=0}

alakú negyedfokú egyenlet gyökei:
{\displaystyle {\begin{aligned}&{{X}_{1,2}}=+{{y}_{1}}\pm \left({{y}_{2}}+{{y}_{3}}\right)\\&{{X}_{3,4}}=-{{y}_{1}}\pm \left({{y}_{2}}-{{y}_{3}}\right)\\\end{aligned}}}

Ebből következik, hogy az {\displaystyle {{X}^{4}}+A\cdot {{X}^{2}}+B\cdot X+C=0} negyedfokú egyenlet gyökeit úgy kaphatjuk meg ha az
{\displaystyle \left\{{\begin{aligned}&-2\left(y_{1}^{2}+y_{2}^{2}+y_{3}^{2}\right)=A\\&-8{{y}_{1}}{{y}_{2}}{{y}_{3}}=B\\&{{\left(y_{1}^{2}+y_{2}^{2}+y_{3}^{2}\right)}^{2}}-4\left(y_{1}^{2}y_{2}^{2}+y_{1}^{2}y_{3}^{2}+y_{2}^{2}y_{3}^{2}\right)=C\\\end{aligned}}\right.}

egyenletrendszerből kiszámoljuk az {\displaystyle {{y}_{1,2,3}}} ismeretleneket {\displaystyle A,B,C} függvényében.

Kicsit átrendezve:
{\displaystyle \left\{{\begin{aligned}&y_{1}^{2}+y_{2}^{2}+y_{3}^{2}=-{\frac {A}{2}}\\&y_{1}^{2}y_{2}^{2}+y_{1}^{2}y_{3}^{2}+y_{2}^{2}y_{3}^{2}={\frac {{A}^{2}}{16}}-{\frac {C}{4}}\\&y_{1}^{2}y_{2}^{2}y_{3}^{2}={\frac {{B}^{2}}{64}}\\\end{aligned}}\right.}

Amiből felírható a következő hatodfokú egyenlet:
{\displaystyle {{\left({{y}^{2}}\right)}^{3}}+{\frac {A}{2}}\cdot {{\left({{y}^{2}}\right)}^{2}}+\left({\frac {{A}^{2}}{16}}-{\frac {C}{4}}\right)\cdot \left({{y}^{2}}\right)-{{\left({\frac {B}{8}}\right)}^{2}}=0}

melynek gyökei kiszámíthatóak az általános harmadfokú egyenlet megoldóképletével.

Ennek a hatodfokú egyenletnek hat gyöke van de csak arra a háromra van szükség melyekre teljesül az
{\displaystyle {{y}_{1}}{{y}_{2}}{{y}_{3}}=-{\frac {B}{8}}} összefüggés.

{\displaystyle {\begin{aligned}&P=-{\frac {{A}^{2}}{48}}-{\frac {C}{4}}\\&Q=-{\frac {{A}^{3}}{864}}-{\frac {{B}^{2}}{64}}+{\frac {AC}{24}}\\\end{aligned}}}
{\displaystyle {\begin{aligned}&\Delta ={{\left({\frac {Q}{2}}\right)}^{2}}+{{\left({\frac {P}{3}}\right)}^{3}}\\&u,v={\sqrt[{3}]{-{\frac {Q}{2}}\pm {\sqrt {\Delta }}}}\\\end{aligned}}}

Ha {\displaystyle \Delta \geq 0} akkor:

{\displaystyle {\begin{aligned}&y_{1}^{2}=-{\frac {A}{6}}+u+v\\&y_{2,3}^{2}=-{\frac {A}{6}}-{\frac {u+v}{2}}\pm i{\frac {\left(u-v\right){\sqrt {3}}}{2}}\\\end{aligned}}}

vagyis
{\displaystyle {{y}_{1}}={\sqrt {-{\frac {A}{6}}+u+v}}}
{\displaystyle {{y}_{2,3}}} pedig egyszerűsíthető alkalmazva a gyökvonást komplex számból:
{\displaystyle {\sqrt {\alpha \pm i\cdot \beta }}=\pm \left({\sqrt {\frac {\alpha +{\sqrt {{{\alpha }^{2}}+{{\beta }^{2}}}}}{2}}}\pm i\cdot sig\left(b\right)\cdot {\sqrt {\frac {-\alpha +{\sqrt {{{\alpha }^{2}}+{{\beta }^{2}}}}}{2}}}\right)}
ennek eredményeként:
{\displaystyle {{y}_{2,3}}={\frac {1}{2}}{\sqrt {-{\frac {A}{3}}-\left(u+v\right)+{\sqrt {{{\left({\frac {A}{6}}+2\left(u+v\right)\right)}^{2}}-C}}}}\pm {\frac {i}{2}}\cdot {\sqrt {{\frac {A}{3}}+\left(u+v\right)+{\sqrt {{{\left({\frac {A}{6}}+2\left(u+v\right)\right)}^{2}}-C}}}}}

Mivel: {\displaystyle {{y}_{2}}\cdot {{y}_{3}}={\frac {1}{2}}{\sqrt {{{\left({\frac {A}{6}}+2\left(u+v\right)\right)}^{2}}-C}}\geq 0}

ezért {\displaystyle {{y}_{1}}{{y}_{2}}{{y}_{3}}=-{\frac {B}{8}}} csak úgy teljesül ha {\displaystyle {{y}_{1}}=sig\left(-B\right){\sqrt {-{\frac {A}{6}}+u+v}}}

Tehát pozitív delta esetén a gyökok:
{\displaystyle {\begin{aligned}&{{X}_{1,2}}=+sig\left(-B\right){\sqrt {-{\frac {A}{6}}+u+v}}\pm {\sqrt {-{\frac {A}{3}}-\left(u+v\right)+{\sqrt {{{\left({\frac {A}{6}}+2\left(u+v\right)\right)}^{2}}-C}}}}\\&{{X}_{3,4}}=-sig\left(-B\right){\sqrt {-{\frac {A}{6}}+u+v}}\pm i\cdot {\sqrt {{\frac {A}{3}}+\left(u+v\right)+{\sqrt {{{\left({\frac {A}{6}}+2\left(u+v\right)\right)}^{2}}-C}}}}\\\end{aligned}}}

Ha {\displaystyle B=0} és {\displaystyle A>0} és {\displaystyle C={\frac {{A}^{2}}{4}}} akkor {\displaystyle -{\frac {A}{6}}+u+v<0} vagyis {\displaystyle {{y}_{1}}} komplex szám és ebben az esetben a gyökök:
{\displaystyle {\begin{aligned}&{{X}_{1,2}}=+i\cdot {\sqrt {\frac {A}{2}}}\\&{{X}_{3,4}}=-i\cdot {\sqrt {\frac {A}{2}}}\\\end{aligned}}}

Ha {\displaystyle \Delta <0} akkor:
{\displaystyle {{y}_{k}}=\pm {\sqrt {-{\frac {A}{6}}+2{\sqrt {-P/3}}\cdot \cos \left({\frac {2\left(k-1\right)\cdot \pi }{3}}+{\frac {1}{3}}\cdot \arccos {\frac {-Q/2}{\sqrt {-{{\left(P/3\right)}^{3}}}}}\right)}}}

Ha {\displaystyle \left(4\cdot C>{{A}^{2}}\right)} és {\displaystyle \left(A>0\right)} akkor {\displaystyle {{y}_{2,3}}} komplex számok lesznek és {\displaystyle {{y}_{1}}{{y}_{2}}{{y}_{3}}=-{\frac {B}{8}}} miatt {\displaystyle sig\left(-B\right)} -nél bejön egy negatív előjel vagyis ekkor a gyökök:

{\displaystyle {\begin{aligned}&{{X}_{1,2}}=-sig\left(-B\right)\cdot {{y}_{1}}\pm i\cdot \left({\sqrt {-y_{2}^{2}}}+{\sqrt {-y_{3}^{2}}}\right)\\&{{X}_{3,4}}=+sig\left(-B\right)\cdot {{y}_{1}}\pm i\cdot \left({\sqrt {-y_{2}^{2}}}-{\sqrt {-y_{3}^{2}}}\right)\\\end{aligned}}}

Ellenkező esetben mind a négy gyök valós lesz:

{\displaystyle {\begin{aligned}&{{X}_{1,2}}=+sig\left(-B\right)\cdot {{y}_{1}}\pm \left({{y}_{2}}+{{y}_{3}}\right)\\&{{X}_{3,4}}=-sig\left(-B\right)\cdot {{y}_{1}}\pm \left({{y}_{2}}-{{y}_{3}}\right)\\\end{aligned}}}

Az {\displaystyle a{{x}^{4}}+b{{x}^{3}}+c{{x}^{2}}+dx+e=0} általános negyedfokú egyenlet az {\displaystyle x=-{\frac {b}{4a}}+X} helyettesítéssel:
{\displaystyle {{X}^{4}}+\overbrace {\left(-{\frac {3{{b}^{2}}}{8{{a}^{2}}}}+{\frac {c}{a}}\right)} ^{A}\cdot {{X}^{2}}+\overbrace {\left({\frac {{b}^{3}}{8{{a}^{3}}}}-{\frac {bc}{2{{a}^{2}}}}+{\frac {d}{a}}\right)} ^{B}\cdot X+\overbrace {\left(-{\frac {3{{b}^{4}}}{256{{a}^{4}}}}+{\frac {{{b}^{2}}c}{16{{a}^{3}}}}-{\frac {bd}{4{{a}^{2}}}}+{\frac {e}{a}}\right)} ^{C}=0}

alakra hozható és a fenti módszerrel megoldható, vagyis az általános egyenlet gyökei:
{\displaystyle {{x}_{1,2,3,4}}=-{\frac {b}{4a}}+{{X}_{1,2,3,4}}} lesznek.

### A valós együtthatós negyedfokú egyenlet megoldása Ludovico Ferrari módszere szerint
Az {\displaystyle x^{4}+a\cdot x^{3}+b\cdot x^{2}+c\cdot x+d=0} negyedfokú egyenlet 
Ludovico Ferraritól (1522-1565) származó módszer szerinti megoldása két másodfokú egyenlet megoldására vezethető vissza. Előbb azonban meg kell oldani egy harmadfokú egyenletet, melynek eredményét a másodfokú egyenletek együtthatóinak képzésekor fogjuk felhasználni. A harmadfokú egyenlet: {\displaystyle y^{3}+3\cdot p\cdot y+2\cdot q=0,} ahol 
{\displaystyle 3\cdot p=a\cdot c/4-b\cdot b/12-d}
{\displaystyle 2\cdot q=a\cdot b\cdot c/24-a\cdot a\cdot d/8-b\cdot b\cdot b/108+b\cdot d/3-c\cdot c/8.}
Megoldása a Cardano képlettel történik. {\displaystyle z}-t úgy kapjuk meg, hogy a harmadfokú egyenlet egyik valós {\displaystyle y} megoldásához {\displaystyle {\frac {b}{6}}}-ot hozzáadjuk: {\displaystyle z=y+b/6}. A másodfokú egyenletek: 
{\displaystyle x^{2}+(a/2+{\sqrt {a\cdot a/4-b+2\cdot z}})\cdot x+z(+/-){\sqrt {z\cdot z-d}}=0}
{\displaystyle x^{2}+(a/2-{\sqrt {a\cdot a/4-b+2\cdot z}})\cdot x+z(-/+){\sqrt {z\cdot z-d}}=0}
Kettős műveleti jelnél az alsót akkor kell használni, ha {\displaystyle a\cdot z-c<0}. Tekintettel arra, hogy ezeknek a formuláknak az alkalmazása  kissé bonyolult (főleg a {\displaystyle p} és {\displaystyle q} segédváltozók kiszámítása) a számítási munkát érdemes számítógépre bízni. A negyedfokú egyenlet Ludovico Ferrari szerinti megoldása (javítva és továbbfejlesztve, PASCAL nyelven megírva) így néz ki: 
```
PROCEDURE
 
negyedfoku
 
(
a
,
b
,
c
,
d
:
REAL
)
;

VAR
 
p
,
q
,
z
,
z2
,
z3
,
m
,
n
,
w1
,
w2
,
w3
:
REAL
;

BEGIN

  
p
:=
(
a
*
c
/
4
-
b
*
b
/
12
-
d
)
/
3
;

  
q
:=
(
a
*
b
*
c
/
24
-
a
*
a
*
d
/
8
-
b
*
b
*
b
/
108
+
b
*
d
/
3
-
c
*
c
/
8
)
/
2
;

  
harmadfoku
(
p
,
q
,
b
/
6
,
z
,
w1
,
z2
,
w2
,
z3
,
w3
)
;

  
IF
 
(
w2
=
0
)
 
AND
 
(
z2
=
z3
)
 
THEN
 
IF
 
z2
>
z
 
THEN
 
z
:=
z2
;

  
m
:=
ngyok
(
a
*
a
/
4
-
b
+
2
*
z
)
;
 

  
n
:=
ngyok
(
z
*
z
-
d
)
;

  
IF
 
a
*
z
-
c
 
<
 
-
1
.
e
-
7
 
THEN
 
n
 
:=
 
-
n
;

  
masodfoku
(
a
/
2
+
m
,
 
z
+
n
,
 
x
[
1
]
,
y
[
1
]
,
x
[
2
]
,
y
[
2
])
;

  
masodfoku
(
a
/
2
-
m
,
 
z
-
n
,
 
x
[
3
]
,
y
[
3
]
,
x
[
4
]
,
y
[
4
])

END
;

```

Látható, hogy semmi mást nem csinál, minthogy meghívja a "harmadfokú" eljárást (egyszer), majd a "másodfokú" eljárást (kétszer egymás után), miután kiszámította azok "bemeneti" együtthatóit. 